# Триплет (биология)
См. также Кодон
Трипле́т (лат. triplus — тройной) в генетике — комбинация из трёх последовательно расположенных нуклеотидов в молекуле нуклеиновой кислоты.
В информационных рибонуклеиновых кислотах (иРНК) триплеты образуют так называемые кодоны, с помощью которых в иРНК закодирована последовательность расположения аминокислот в белках.
В молекуле транспортной РНК (тРНК) один триплет служит антикодоном.
|                  | Второе основание | Второе основание | Второе основание | Второе основание |                     |
| ---------------- | ---------------- | ---------------- | ---------------- | ---------------- | ------------------- |
| Первое основание | У(А)             | Ц(Г)             | А(Т)             | Г(Ц)             | Третье основание    |
| У(А)             | Фен Фен Лей      | Сер Сер          | Тир Тир -        | Цис Цис - Три    | У(А) Ц(Г) А(Т) Г(Ц) |
| Ц(Г)             | Лей Лей          | Про Про          | Гис Гис Глн      | Арг Арг          | У(А) Ц(Г) А(Т) Г(Ц) |
| А(Т)             | Иле Иле Мет      | Тре Тре          | Асн Асн Лиз      | Сер Сер Арг      | У(А) Ц(Г) А(Т) Г(Ц) |
| Г(Ц)             | Вал Вал          | Ала Ала          | Асп Асп Глу      | Гли Гли          | У(А) Ц(Г) А(Т) Г(Ц) |